# Новое Машезеро
Но́вое Ма́шезеро (карел. Uuši Muašjärvi) — посёлок в Беломорском районе Карелии.

## География
Расположено на реке Тунгуда, на берегу Косьмюсозера, в 86 километрах западнее Беломорска.
Деревня Машезеро находится в девяти километрах от посёлка.

## История
Новое Машезеро возникло в 1958 году при расселении окрестных деревень.

## Население
| 2002 | 2009 | 2010 | 2013 |
| ---- | ---- | ---- | ---- |
| 579  | ↘436 | ↘408 | ↘391 |

## Инфраструктура
В посёлке есть магазины и медпункт. Основным занятием населения посёлка является лесное хозяйство.

## Административное устройство
Ранее посёлок входил в состав Тунгудского сельсовета. На сегодняшний день Новое Машезеро входит в состав Сосновецкого сельского поселения.